# Ізофія
Ізофія (Isophya)  — рід прямокрилих комах з родини справжніх коників. коники справжні (Phaneropterinae), надродини Tettigonioidea.

## Особливості
Дорослі особини цього роду комах часто здаються дещо незграбними. Довжина антен приблизно в півтора рази перевищує довжину корпусу. У самців зазвичай сильніше пронотум (переднеспинка), тоді як у самок ця частина тіла майже зовсім не розвинена. Надкрила широкі, мають видовжену форму. У самців основа майже повністю оголена, а жилу, яка виробляє характерне сюрчання (лат. vena plicata) завжди добре видно, у самок ця частина тулуба лише трохи прикрита. Церки у самців завжди вигнуті, і на верхівці зазвичай є зубці. Субгенітальна пластинка самців мало розвинена. Яйцекладка вигнута і також зубчаста на верхівці. Комахи роду ізофії зазвичай мають окрас різних відтінків зеленого. Крім того, спинна частина тулуба може бути вкрита червонувато-коричневими плямами.

## Виникнення
Зустрічається в Європі та Малій Азії. Раніше до цього роду було віднесено 6 видів з Південної Америки, зараз їх класифікують до роду Anisophya. В Україні зустрічається понад 9 видів.

## Систематика
До роду належать наступні 89 видів:
- Група Artengruppe amplipennis:
  - Isophya amplipennis Brunner von Wattenwyl, 1878
  - Isophya artvin Ünal, 2010
  - Isophya gracilis Miram, 1938
  - Isophya hitit Ünal, 2010
  - Isophya redtenbacheri Adelung, 1907
  - Isophya rodsjankoi Bolívar, 1899
  - Isophya savignyi Brunner von Wattenwyl, 1878
  - Isophya speciosa (Frivaldsky, 1867)
  - Isophya splendida Naskrecki & Ünal, 1995
  - Isophya sureyai Ramme, 1951
- Основна група Artengruppe
  - Isophya major Brunner von Wattenwyl, 1878
  - Isophya mavromoustakisi Uvarov, 1936
  - Isophya mersinensis Sevgili & Çiplak, 2006
  - Isophya salmani Sevgili & Heller, 2006
- Група Artengruppe modesta
  - Isophya andreevae Peshev, 1981
  - Isophya bureschi Peshev, 1959
  - Isophya clara Ingrisch & Pavicevic, 2010
  - Isophya kisi Peshev, 1981
  - Isophya leonorae Kaltenbach, 1965
  - Isophya longicaudata Ramme, 1951
  - Isophya miksici Peshev, 1985
  - Isophya modesta (Frivaldsky, 1867)
  - Isophya petkovi Peshev, 1959
  - Isophya plevnensis Peshev, 1985
  - Isophya pravdini Peshev, 1985
  - Isophya rhodopensis Ramme, 1951
  - Isophya tosevski Pavicevic, 1983
  - Isophya yaraligozi Ünal, 2003
  - Група Artengruppe rectipennis
  - Isophya ilkazi Ramme, 1951
  - Isophya nervosa Ramme, 1931
  - Isophya pavelii Brunner von Wattenwyl, 1878
  - Isophya rectipennis Brunner von Wattenwyl, 1878
  - Isophya stenocauda Ramme, 1951
  - Isophya triangularis Brunner von Wattenwyl, 1891
- Група Artengruppe schneideri
  - Isophya cania Karabag, 1975
  - Isophya hakkarica Karabag, 1962
  - Isophya karabaghi Uvarov, 1940
  - Isophya schneideri Brunner von Wattenwyl, 1878
  - Isophya sikorai Ramme, 1951
  - Isophya thracica Karabag, 1962
- Група Artengruppe straubei
  - Isophya anatolica Ramme, 1951
  - Isophya staneki Maran, 1958
  - Isophya straubei (Fieber, 1853)
- Група Артенгруппе зернові
  - Isophya autumnalis Karabag, 1962
  - Isophya bicarinata Karabag, 1957
  - Isophya karadenizensis Ünal, 2005
  - Isophya zernovi Miram, 1938
- не належить до групи видів:
- Isophya acuminata Brunner von Wattenwyl, 1878
- Isophya adelungi Stshelkanovtzev, 1910
- Isophya altaica Bei-Bienko, 1926
- Isophya armena Miram, 1938
- Isophya beybienkoi Maran, 1958
- Isophya bivittata Uvarov, 1921
- Isophya boldyrevi Miram, 1938
- Kurzschwänzige Plumpschrecke (Isophya brevicauda) Ramme, 1931
- Isophya brunneri Retowski, 1888
- Isophya camptoxipha (Fieber, 1853)
- Isophya caspica Ramme, 1929
- Isophya ciucasi Iorgu & Iorgu, 2010
- Isophya costata Brunner von Wattenwyl, 1878
- Isophya dobrogensis Kis, 1994
- Isophya doneciana Bei-Bienko, 1954
- Isophya fatrensis Chládek, 2007
- Isophya gulae Peshev, 1981
- Isophya harzi Kis, 1960
- Isophya hemiptera Bei-Bienko, 1954
- Isophya hospodar (Saussure, 1898)
- Isophya iraca Maran, 1977
- Isophya kalishevskii Adelung, 1907
- Isophya kosswigi Demirsoy, 1974
- Gemeine Plumpschrecke (Isophya kraussii) Brunner von Wattenwyl, 1878
- Isophya lemnotica Werner, 1932
- Isophya medimontana Nedelkov, 1907
- Isophya modestior Brunner von Wattenwyl, 1882
- Isophya obtusa Brunner von Wattenwyl, 1882
- Isophya pienensis Maran, 1954
- Isophya posthumoidalis Bazyluk, 1971
- Isophya pylnovi Miram, 1938
- Isophya pyrenaea (Serville, 1838)
- Isophya reticulata Ramme, 1951
- Isophya rizeensis Sevgili, 2003
- Isophya sicula Orci, Szövényi & Nagy, 2010
- Isophya stepposa Bei-Bienko, 1954
- Isophya stysi Cejchan, 1958
- Isophya tartara (Saussure, 1898)
- Isophya taurica Brunner von Wattenwyl, 1878
- Isophya transcaucasica Ramme, 1930
- Isophya uludaghensis Sevgili & Heller, 2003
- Isophya zubowskii Bei-Bienko, 1954